# Parmigiana
La parmigiana, ou parmigiana di melanzane (littéralement « d'aubergine »), est un plat du sud de l'Italie. Bien que recouvrant une multitude de recettes, on peut résumer l'essence du plat à un gratin d'aubergines à la tomate et au fromage (souvent pecorino, mozzarella, scamorza ou caciocavallo).
Cuisiner les légumes alla parmigiana désigne à l'origine une manière de préparer les légumes en couches successives, comme on préparerait des lasagnes. Contrairement à une idée reçue, le nom de parmigiana ne vient pas de l'utilisation de parmesan, qui n'est pas le fromage utilisé et n'était d'ailleurs pas présent dans le sud de l'Italie à la période de création de la recette en Sicile ou à Naples.
Il existe autant de recettes que de cuisiniers, certaines incluant une sauce tomate, d'autres un ragù (sauce carnée), d'autres encore excluant la tomate, etc. En Campanie, dans les Pouilles et en Sicile, la parmigiana di melanzane bénéficie d'une appellation au titre des produits agroalimentaires traditionnels italiens.

## Étymologie
Parmigiana ou alla parmigiana désigne une préparation à base de fromage parmesan ; il est attesté dans la langue au XXe siècle mais des locutions telles que torta parmigiana (à Pérouse) sont présentes depuis le XIVe siècle.
On pense également que le terme est apparu avant 1440 chez Simone de' Prodenzani, qui, toutefois, dans la séquence des plats, place les parmigiane entre les fruits et les desserts, il est donc peu probable que le terme désigne à l'origine le plat d'aubergines frites et cuites au four.
Selon d'autres, le terme parmigiana dérive du latin parma, « bouclier » pour indiquer une famille particulière de différentes préparations répandues au Moyen Âge, semblables à des tartes salées farcies (le plus souvent de poisson frit) en forme de bouclier ; cette hypothèse tient de toute évidence dans l'étymologie populaire.

## Histoire
L'histoire de cette recette n'est pas claire et il est donc impossible d'être sûr de son origine géographique. L'aubergine est une plante appartenant à la famille des Solanaceae, originaire du sous-continent indien ou du sud de la Chine.

## Variantes internationales
Des variantes réalisées avec des escalopes de viande panées, comme le veau et le poulet, ont été popularisées dans d'autres pays, généralement dans les régions d'immigration italienne. Dans ces régions, le plat original peut être appelé aubergine parmigiana pour le distinguer des versions à base de viande.
Aux États-Unis et au Canada, le poulet parmigiana et le veau parmigiana sont souvent servis comme plat principal avec un accompagnement de pâtes. Le poulet parmigiana est également servi comme garniture d'un sandwich sous-marin. L'utilisation de viandes comme alternative à l'aubergine est originaire des États-Unis, où elle a été influencée par des plats italiens similaires. Un plat de veau similaire est connu en italien sous le nom de Cotoletta alla bolognese, qui exclut la sauce tomate mais inclut du parmesan fondu et du prosciutto. La costolette parmigiana est un autre plat de veau similaire, mais en Italie, elle est généralement servie sans sauce ni fromage.
Le poulet parmigiana est également un plat courant en Australie et est souvent servi avec un accompagnement de frites ou de salade,. En Australie, où le nom est souvent raccourci en parma ou parmi, il peut également contenir une variété de garnitures, y compris des tranches de jambon ou de bacon.
En Argentine et dans d'autres pays voisins d'Amérique du Sud, le veau ou le poulet parmigiana est garni de jambon et servi avec des frites. On l'appelle milanesa a la napolitana,,,. Si le plat est garni d'un œuf au plat, on l'appelle milanesa a caballo, mais on omet la sauce tomate,.
En Angleterre, la parmo utilise du porc ou du poulet nappé de sauce béchamel au lieu de la sauce tomate.